# 2767 Takenouchi
2767 Takenouchi este un asteroid din centura principală, descoperit pe 30 octombrie 1967, de Luboš Kohoutek.